# São José de Princesa
São José de Princesa là một đô thị thuộc bang Paraíba, Brasil. Đô thị này có diện tích 158,021 km², dân số năm 2007 là 4767 người, mật độ 30,2 người/km².